# Llista d'asos de l'aviació de la Segona Guerra Mundial amb més de 100 victòries
Aquesta és una llista dels asos de l'aviació de la Segona Guerra Mundial. Els asos de l'aviació durant la II Guerra Mundial tenen una enorme varietat de victòries, a causa de diversos factors: el nivell d'habilitat del pilot, l'actuació de l'avió amb el que volava i contra els que volava, quant de temps serví, les oportunitats de trobar-se l'enemic a l'aire (hi ha una desproporció entre els Aliats i l'Eix) i els estàndards que el seu servei portà a rebre els crèdits de les victòries.
Cap al final de la guerra, les Potències de l'Eix havien esgotat les reserves de pilots entrenats, i els novells no tenien gaires oportunitats per adquirir experiència per tenir èxit.
A més, les diverses polítiques nacionals diferien: els pilots de l'Eix volaven fins que resultaven morts, mentre que els pilots Aliats d'èxit rotaven rutinàriament per ser destinats a bases d'entrenament per educar els pilots cadets. A més, cada país comptabilitzava de manera diferent les victòries: els alemanys comptaven una victòria compartida a un únic pilot, mentre que els francesos la compartien entre tots els participants. Els britànics, els finesos i els americans donaven fraccions de les victòries aèries. Alguns comandants americans també comptaren els avions destruïts a terra. Els soviètics comptaven només les victòries en solitari, mentre que les victòries compartides eren comptades separadament; de la mateixa manera que feien els japonesos. Les victòries probables normalment no es comptaven.

## Asos de l'aviació
| As                            | País          | Servei Militar | Victòries          | Anotacions |
| ----------------------------- | ------------- | -------------- | ------------------ | --- |
| Erich "Bubi" Hartmann         | Alemanya Nazi | Luftwaffe      | 352                | Màxim as de tots els temps Creu de Cavaller de la Creu de Ferro amb Fulles de Roure, Espases i Diamants, Insígnia Combinada de Pilot-Observador d'Or i Diamants, Creu Alemanya d'Or                                                                                         |
| Gerhard Barkhorn              | Alemanya Nazi | Luftwaffe      | 301                | Creu de Cavaller de la Creu de Ferro amb Fulles de Roure i Espases |
| Günther Rall                  | Alemanya Nazi | Luftwaffe      | 275                | Creu de Cavaller de la Creu de Ferro amb Fulles de Roure i Espases |
| Otto Kittel                   | Alemanya Nazi | Luftwaffe      | 267                | Creu de Cavaller de la Creu de Ferro amb Fulles de Roure i Espases |
| Walter "Nowi" Nowotny         | Alemanya Nazi | Luftwaffe      | 258                | Creu de Cavaller de la Creu de Ferro amb Fulles de Roure, Espases i Diamants, Insígnia Combinada de Pilot-Observador d'Or i Diamants, Creu Alemanya d'Or |
| Wilhelm Batz                  | Alemanya Nazi | Luftwaffe      | 237                | Creu de Cavaller de la Creu de Ferro amb Fulles de Roure i Espases, Creu Alemanya d'Or |
| Erich Rudorffer               | Alemanya Nazi | Luftwaffe      | 222 (12 Me-262)    | Creu de Cavaller de la Creu de Ferro amb Fulles de Roure i Espases, Creu Alemanya d'Or |
| Heinz Bär                     | Alemanya Nazi | Luftwaffe      | 220 (16 Me-262)    | Creu de Cavaller de la Creu de Ferro amb Fulles de Roure i Espases, Creu Alemanya d'Or |
| Hermann Graf                  | Alemanya Nazi | Luftwaffe      | 212                | Creu de Cavaller de la Creu de Ferro amb Fulles de Roure, Espases i Diamants, Insígnia Combinada de Pilot-Observador d'Or i Diamants, Creu Alemanya d'Or |
| Heinrich Ehrler               | Alemanya Nazi | Luftwaffe      | 208 (8 Me-262)     | Creu de Cavaller de la Creu de Ferro amb Fulles de Roure |
| Theodor Weissenberger         | Alemanya Nazi | Luftwaffe      | 208 (8 Me-262)     | Creu de Cavaller de la Creu de Ferro amb Fulles de Roure |
| Hans Philipp                  | Alemanya Nazi | Luftwaffe      | 206                | Creu de Cavaller de la Creu de Ferro amb Fulles de Roure i Espases, Creu Alemanya d'Or |
| Walter Schuck                 | Alemanya Nazi | Luftwaffe      | 206 (8 Me-262)     | Creu de Cavaller de la Creu de Ferro amb Fulles de Roure, Creu Alemanya d'Or |
| Anton Hafner                  | Alemanya Nazi | Luftwaffe      | 204                | Creu de Cavaller de la Creu de Ferro amb Fulles de Roure, Creu Alemanya d'Or |
| Helmut Lipfert                | Alemanya Nazi | Luftwaffe      | 203                | Creu de Cavaller de la Creu de Ferro amb Fulles de Roure, Espases i Diamants, Creu Alemanya d'Or |
| Walter Krupinski              | Alemanya Nazi | Luftwaffe      | 197                | Creu de Cavaller de la Creu de Ferro amb Fulles de Roure, Creu Alemanya d'Or |
| Anton Hackl                   | Alemanya Nazi | Luftwaffe      | 192                | Creu de Cavaller de la Creu de Ferro amb Fulles de Roure i Espases |
| Joachim Brendel               | Alemanya Nazi | Luftwaffe      | 189                | Creu de Cavaller de la Creu de Ferro amb Fulles de Roure, Creu Alemanya d'Or |
| Max Stotz                     | Alemanya Nazi | Luftwaffe      | 189                | Creu de Cavaller de la Creu de Ferro amb Fulles de Roure, Creu Alemanya d'Or |
| Joachim Kirschner             | Alemanya Nazi | Luftwaffe      | 188                | Creu de Cavaller de la Creu de Ferro amb Fulles de Roure, Creu Alemanya d'Or |
| Kurt Brändle                  | Alemanya Nazi | Luftwaffe      | 180                | Creu de Cavaller de la Creu de Ferro amb Fulles de Roure, Creu Alemanya d'Or |
| Günther Josten                | Alemanya Nazi | Luftwaffe      | 178                | Creu de Cavaller de la Creu de Ferro amb Fulles de Roure, Creu Alemanya d'Or |
| Johannes Steinhoff            | Alemanya Nazi | Luftwaffe      | 176                | Creu de Cavaller de la Creu de Ferro amb Fulles de Roure |
| Ernst-Wilhelm Reinert         | Alemanya Nazi | Luftwaffe      | 174                | Creu de Cavaller de la Creu de Ferro amb Fulles de Roure i Espases, Creu Alemanya d'Or |
| Günther Schack                | Alemanya Nazi | Luftwaffe      | 174                | Creu de Cavaller de la Creu de Ferro amb Fulles de Roure, Creu Alemanya d'Or |
| Emil Lang                     | Alemanya Nazi | Luftwaffe      | 173                | Creu de Cavaller de la Creu de Ferro amb Fulles de Roure |
| Heinz Schmidt                 | Alemanya Nazi | Luftwaffe      | 173                | Creu de Cavaller de la Creu de Ferro amb Fulles de Roure, Creu Alemanya d'Or |
| Horst Ademeit                 | Alemanya Nazi | Luftwaffe      | 166                | Creu de Cavaller de la Creu de Ferro amb Fulles de Roure, Creu Alemanya d'Or |
| Wolf-Dietrich Wilcke          | Alemanya Nazi | Luftwaffe      | 162                | Creu de Cavaller de la Creu de Ferro amb Fulles de Roure i Espases, Creu Alemanya d'Or, Creu Espanyola |
| Hans-Joachim Marseille        | Alemanya Nazi | Luftwaffe      | 158                | Cap altre pilot destruí tants avions dels aliats occidentals com Marseille Creu de Cavaller de la Creu de Ferro amb Fulles de Roure, Espases i Diamants, Insígnia Combinada de Pilot-Observador d'Or i Diamants, Creu Alemanya d'Or, Medalla d'Or al Valor Militar (Itàlia) |
| Heinrich Sturm                | Alemanya Nazi | Luftwaffe      | 158                | Creu de Cavaller de la Creu de Ferro, Creu Alemanya d'Or |
| Gerhard Thyben                | Alemanya Nazi | Luftwaffe      | 157                | Creu de Cavaller de la Creu de Ferro amb Fulles de Roure, Creu Alemanya d'Or |
| Hans Beißwenger               | Alemanya Nazi | Luftwaffe      | 152                | Creu de Cavaller de la Creu de Ferro amb Fulles de Roure, Creu Alemanya d'Or |
| Peter Düttmann                | Alemanya Nazi | Luftwaffe      | 152                | Creu de Cavaller de la Creu de Ferro, Creu Alemanya d'Or |
| Gordon Gollob                 | Alemanya Nazi | Luftwaffe      | 150                | Creu de Cavaller de la Creu de Ferro amb Fulles de Roure, Espases i Diamants, Insígnia Combinada de Pilot-Observador d'Or i Diamants |
| Fritz Tegtmeier               | Alemanya Nazi | Luftwaffe      | 146                | Creu de Cavaller de la Creu de Ferro, Creu Alemanya d'Or |
| Albin Wolf                    | Alemanya Nazi | Luftwaffe      | 144                | Creu de Cavaller de la Creu de Ferro amb Fulles de Roure, Creu Alemanya d'Or |
| Kurt Tanzer                   | Alemanya Nazi | Luftwaffe      | 143                | Creu de Cavaller de la Creu de Ferro, Creu Alemanya d'Or |
| Friedrich-Karl "Tutti" Müller | Alemanya Nazi | Luftwaffe      | 140                | Creu de Cavaller de la Creu de Ferro amb Fulles de Roure, Creu Alemanya d'Or |
| Karl Gratz                    | Alemanya Nazi | Luftwaffe      | 138                | Creu de Cavaller de la Creu de Ferro, Creu Alemanya d'Or |
| Heinrich Setz                 | Alemanya Nazi | Luftwaffe      | 138                | Creu de Cavaller de la Creu de Ferro amb Fulles de Roure, Creu Alemanya d'Or |
| Rudolf Trenkel                | Alemanya Nazi | Luftwaffe      | 138                | Creu de Cavaller de la Creu de Ferro, Creu Alemanya d'Or |
| Franz Schall                  | Alemanya Nazi | Luftwaffe      | 137 (14 Me-262)    | Creu de Cavaller de la Creu de Ferro, Creu Alemanya d'Or |
| Walter Wolfrum                | Alemanya Nazi | Luftwaffe      | 137                | Creu de Cavaller de la Creu de Ferro, Creu Alemanya d'Or |
| Horst-Günther von Fassong     | Alemanya Nazi | Luftwaffe      | 136                | Creu de Cavaller de la Creu de Ferro, Creu Alemanya d'Or |
| Otto Fönnekold                | Alemanya Nazi | Luftwaffe      | 136                | Creu de Cavaller de la Creu de Ferro, Creu Alemanya d'Or |
| Karl-Heinz Weber              | Alemanya Nazi | Luftwaffe      | 136                | Creu de Cavaller de la Creu de Ferro amb Fulles de Roure, Creu Alemanya d'Or |
| Joachim Müncheberg            | Alemanya Nazi | Luftwaffe      | 135                | Creu de Cavaller de la Creu de Ferro amb Fulles de Roure, Creu Alemanya d'Or, Medalla d'Or al Valor Militar (Itàlia) |
| Hans Waldmann                 | Alemanya Nazi | Luftwaffe      | 134                | Creu de Cavaller de la Creu de Ferro, Creu Alemanya d'Or |
| Alfred Grislawski             | Alemanya Nazi | Luftwaffe      | 133                | Creu de Cavaller de la Creu de Ferro amb Fulles de Roure |
| Johannes Wiese                | Alemanya Nazi | Luftwaffe      | 133                | Creu de Cavaller de la Creu de Ferro amb Fulles de Roure, Creu Alemanya d'Or |
| Adolf Borchers                | Alemanya Nazi | Luftwaffe      | 132                | Creu de Cavaller de la Creu de Ferro, Creu Alemanya d'Or |
| Adolf Dickfeld                | Alemanya Nazi | Luftwaffe      | 132                | Creu de Cavaller de la Creu de Ferro amb Fulles de Roure, Creu Alemanya d'Or, Reial Orde del Mèrit Militar en Or (Bulgària) |
| Erwin Clausen                 | Alemanya Nazi | Luftwaffe      | 132                | Creu de Cavaller de la Creu de Ferro amb Fulles de Roure, Creu Alemanya d'Or |
| Wilhelm Lemke                 | Alemanya Nazi | Luftwaffe      | 131                | Creu de Cavaller de la Creu de Ferro |
| Gerhard Hoffmann              | Alemanya Nazi | Luftwaffe      | 130                | Creu de Cavaller de la Creu de Ferro, Creu Alemanya d'Or |
| Heinrich Sterr                | Alemanya Nazi | Luftwaffe      | 130                | Creu de Cavaller de la Creu de Ferro, Creu Alemanya d'Or |
| Franz Eisenach                | Alemanya Nazi | Luftwaffe      | 129                | Creu de Cavaller de la Creu de Ferro, Creu Alemanya d'Or |
| Walther Dahl                  | Alemanya Nazi | Luftwaffe      | 129                | Creu de Cavaller de la Creu de Ferro amb Fulles de Roure, Creu Alemanya d'Or |
| Franz Dörr                    | Alemanya Nazi | Luftwaffe      | 128                | Creu de Cavaller de la Creu de Ferro, Creu Alemanya d'Or |
| Rudolf Rademacher             | Alemanya Nazi | Luftwaffe      | 126 (8 Me-262)     | Creu de Cavaller de la Creu de Ferro, Creu Alemanya d'Or |
| Josef Zwernemann              | Alemanya Nazi | Luftwaffe      | 126                | Creu de Cavaller de la Creu de Ferro amb Fulles de Roure, Creu Alemanya d'Or |
| Dietrich Hrabak               | Alemanya Nazi | Luftwaffe      | 125                | Creu de Cavaller de la Creu de Ferro amb Fulles de Roure, Creu Alemanya d'Or |
| Wolf-Udo Ettel                | Alemanya Nazi | Luftwaffe      | 124                | Creu de Cavaller de la Creu de Ferro amb Fulles de Roure, Creu Alemanya d'Or |
| Herbert Ihlefeld              | Alemanya Nazi | Luftwaffe      | 123 (+7 a Espanya) | Creu de Cavaller de la Creu de Ferro amb Fulles de Roure i Espases, Creu Alemanya d'Or, Creu Espanyola en Plata amb Espases, Medalla Militar (Espanya) |
| Wolfgang Tonne                | Alemanya Nazi | Luftwaffe      | 122                | Creu de Cavaller de la Creu de Ferro amb Fulles de Roure, Creu Alemanya d'Or |
| Heinz Marquardt               | Alemanya Nazi | Luftwaffe      | 121                | Creu de Cavaller de la Creu de Ferro, Creu Alemanya d'Or |
| Heinz-Wolfgang Schnaufer      | Alemanya Nazi | Luftwaffe      | 121                | Totes elles de nit, sent el màxim as nocturn de la història Creu de Cavaller de la Creu de Ferro amb Fulles de Roure, Espases i Diamants, Insígnia Combinada de Pilot-Observador d'Or i Diamants, Creu Alemanya d'Or                                                        |
| Robert Weiß                   | Alemanya Nazi | Luftwaffe      | 121                | Creu de Cavaller de la Creu de Ferro amb Fulles de Roure, Creu Alemanya d'Or |
| Friedrich Obleser             | Alemanya Nazi | Luftwaffe      | 120                | Creu de Cavaller de la Creu de Ferro, Creu Alemanya d'Or |
| Erich Leie                    | Alemanya Nazi | Luftwaffe      | 118                | Creu de Cavaller de la Creu de Ferro, Creu Alemanya d'Or |
| Franz-Josef Beerenbrock       | Alemanya Nazi | Luftwaffe      | 117                | Creu de Cavaller de la Creu de Ferro amb Fulles de Roure, Creu Alemanya d'Or |
| Hans-Joachim Birkner          | Alemanya Nazi | Luftwaffe      | 117                | Creu de Cavaller de la Creu de Ferro, Creu Alemanya d'Or |
| Jakob Norz                    | Alemanya Nazi | Luftwaffe      | 117                | Creu de Cavaller de la Creu de Ferro, Creu Alemanya d'Or |
| Walter Oesau                  | Alemanya Nazi | Luftwaffe      | 117                | Creu de Cavaller de la Creu de Ferro amb Fulles de Roure, Creu Alemanya d'Or, Creu Espanyola d'Or i Diamants, Medalla Militar (Espanya) |
| Heinz Wernicke                | Alemanya Nazi | Luftwaffe      | 117                | Creu de Cavaller de la Creu de Ferro, Creu Alemanya d'Or |
| August Lambert                | Alemanya Nazi | Luftwaffe      | 116                | Creu de Cavaller de la Creu de Ferro, Creu Alemanya d'Or |
| Werner Mölders                | Alemanya Nazi | Luftwaffe      | 115 (14 a Espanya) | Creu de Cavaller de la Creu de Ferro amb Fulles de Roure, Espases i Diamants, Insígnia Combinada de Pilot-Observador d'Or i Diamants, Creu Espanyola d'Or i Diamants, Medalla Militar (Espanya)                                                                             |
| Wilhelm Crinius               | Alemanya Nazi | Luftwaffe      | 114                | Creu de Cavaller de la Creu de Ferro amb Fulles de Roure |
| Werner Schröer                | Alemanya Nazi | Luftwaffe      | 114                | Creu de Cavaller de la Creu de Ferro amb Fulles de Roure i Espases, Creu Alemanya d'Or, Medalla de Plata al Valor Militar (Itàlia) |
| Hans Dammers                  | Alemanya Nazi | Luftwaffe      | 113                | Creu de Cavaller de la Creu de Ferro, Creu Alemanya d'Or |
| Berthold Korts                | Alemanya Nazi | Luftwaffe      | 113                | Creu de Cavaller de la Creu de Ferro, Creu Alemanya d'Or |
| Helmut Lent                   | Alemanya Nazi | Luftwaffe      | 113                | Creu de Cavaller de la Creu de Ferro amb Fulles de Roure, Espases i Diamants, Insígnia Combinada de Pilot-Observador d'Or i Diamants, Creu Alemanya d'Or |
| Kurt Bühligen                 | Alemanya Nazi | Luftwaffe      | 112                | Creu de Cavaller de la Creu de Ferro amb Fulles de Roure i Espases, Creu Alemanya d'Or |
| Kurt Ubben                    | Alemanya Nazi | Luftwaffe      | 110                | Creu de Cavaller de la Creu de Ferro amb Fulles de Roure, Creu Alemanya d'Or |
| Franz Woidich                 | Alemanya Nazi | Luftwaffe      | 110                | Creu de Cavaller de la Creu de Ferro, Creu Alemanya d'Or |
| Reinhard Seiler               | Alemanya Nazi | Luftwaffe      | 109                | Creu de Cavaller de la Creu de Ferro amb Fulles de Roure, Creu Alemanya d'Or, Creu Espanyola d'Or amb Espases i Diamants |
| Emil Bitsch                   | Alemanya Nazi | Luftwaffe      | 108                | Creu de Cavaller de la Creu de Ferro, Creu Alemanya d'Or |
| Hans "Assi" Hahn              | Alemanya Nazi | Luftwaffe      | 108                | Creu de Cavaller de la Creu de Ferro amb Fulles de Roure, Creu Alemanya d'Or |
| Bernhard Vechtel              | Alemanya Nazi | Luftwaffe      | 108                | Creu de Cavaller de la Creu de Ferro, Creu Alemanya d'Or |
| Viktor Bauer                  | Alemanya Nazi | Luftwaffe      | 106                | Creu de Cavaller de la Creu de Ferro amb Fulles de Roure, Creu Alemanya d'Or |
| Werner Lucas                  | Alemanya Nazi | Luftwaffe      | 106                | Creu de Cavaller de la Creu de Ferro, Creu Alemanya d'Or |
| Günther Lützow                | Alemanya Nazi | Luftwaffe      | 105                | Creu de Cavaller de la Creu de Ferro amb Fulles de Roure, Espases i Diamants, Insígnia Combinada de Pilot-Observador d'Or i Diamants, Creu Alemanya d'Or, Creu Espanyola d'Or amb Espases i Diamants, Medalla Militar (Espanya)                                             |
| Adolf Galland                 | Alemanya Nazi | Luftwaffe      | 104 (7 Me-262)     | Creu de Cavaller de la Creu de Ferro amb Fulles de Roure, Espases i Diamants, Insígnia Combinada de Pilot-Observador d'Or i Diamants, Creu Espanyola d'Or i Diamants, Medalla Militar (Espanya)                                                                             |
| Eberhard von Boremski         | Alemanya Nazi | Luftwaffe      | 104                | Creu de Cavaller de la Creu de Ferro, Creu Alemanya d'Or |
| Heinz Sachsenberg             | Alemanya Nazi | Luftwaffe      | 104                | Creu de Cavaller de la Creu de Ferro, Creu Alemanya |
| Hartmann Grasser              | Alemanya Nazi | Luftwaffe      | 103                | Creu de Cavaller de la Creu de Ferro amb Fulles de Roure, Creu Alemanya d'Or |
| Siegfried Freytag             | Alemanya Nazi | Luftwaffe      | 102                | Creu de Cavaller de la Creu de Ferro, Creu Alemanya d'Or |
| Friedrich Geißhardt           | Alemanya Nazi | Luftwaffe      | 102                | Creu de Cavaller de la Creu de Ferro amb Fulles de Roure, Creu Alemanya d'Or |
| Egon Mayer                    | Alemanya Nazi | Luftwaffe      | 102                | Creu de Cavaller de la Creu de Ferro amb Fulles de Roure i Espases, Creu Alemanya d'Or |
| Max-Hellmuth Ostermann        | Alemanya Nazi | Luftwaffe      | 102                | Creu de Cavaller de la Creu de Ferro amb Fulles de Roure i Espases |
| Josef Wurmheller              | Alemanya Nazi | Luftwaffe      | 102                | Creu de Cavaller de la Creu de Ferro amb Fulles de Roure i Espases, Creu Alemanya d'Or |
| Rudolf Miethig                | Alemanya Nazi | Luftwaffe      | 101                | Creu de Cavaller de la Creu de Ferro, Creu Alemanya d'Or |
| Josef Priller                 | Alemanya Nazi | Luftwaffe      | 101                | Creu de Cavaller de la Creu de Ferro amb Fulles de Roure i Espases, Creu Alemanya d'Or |
| Ulrich Wernitz                | Alemanya Nazi | Luftwaffe      | 101                | Creu de Cavaller de la Creu de Ferro, Creu Alemanya d'Or |